# Gakuto Notsuda
Gakuto Notsuda (野津田 岳人?, Notsuda Gakuto; Hiroshima, 6 giugno 1994) è un calciatore giapponese, centrocampista del BG Pathum Utd.

## Statistiche

### Presenze e reti nei club
Statistiche aggiornate al 3 dicembre 2023.
| Stagione                   | Squadra                    | Campionato                 | Campionato | Campionato | Coppe nazionali | Coppe nazionali | Coppe nazionali | Coppe continentali | Coppe continentali | Coppe continentali | Altre coppe | Altre coppe | Altre coppe | Totale | Totale |
| Stagione                   | Squadra                    | Comp                       | Pres       | Reti       | Comp            | Pres            | Reti            | Comp               | Pres               | Reti               | Comp        | Pres        | Reti        | Pres   | Reti   |
| -------------------------- | -------------------------- | -------------------------- | ---------- | ---------- | --------------- | --------------- | --------------- | ------------------ | ------------------ | ------------------ | ----------- | ----------- | ----------- | ------ | ------ |
| 2012                       | Sanfrecce Hiroshima        | J1                         | 5          | 0          | CG+CdL          | 0+2             | 0               | -                  | -                  | -                  | Cmc         | 0           | 0           | 7      | 0      |
| 2013                       | Sanfrecce Hiroshima        | J1                         | 20         | 4          | CG+CdL          | 4+1             | 0               | ACL                | 5                  | 0                  | SG          | 0           | 0           | 30     | 4      |
| 2014                       | Sanfrecce Hiroshima        | J1                         | 18         | 2          | CG+CdL          | 2+2             | 2+1             | ACL                | 8                  | 1                  | SG          | 1           | 1           | 31     | 7      |
| giu. 2014                  | J. League U-22             | J3                         | 2          | 1          | -               | -               | -               | -                  | -                  | -                  | -           | -           | -           | 2      | 1      |
| 2015                       | Sanfrecce Hiroshima        | J1                         | 19         | 4          | CG+CdL          | 3+5             | 2+2             | -                  | -                  | -                  | Cmc         | 1           | 0           | 28     | 8      |
| ago.-set. 2015             | J. League U-22             | J3                         | 2          | 0          | -               | -               | -               | -                  | -                  | -                  | -           | -           | -           | 2      | 0      |
| Totale J. League U-22      | Totale J. League U-22      | Totale J. League U-22      | 4          | 1          |                 | -               | -               |                    | -                  | -                  |             | -           | -           | 4      | 1      |
| gen.-mar. 2016             | Sanfrecce Hiroshima        | J1                         | 0          | 0          | -               | -               | -               | ACL                | 3                  | 0                  | SG          | 0           | 0           | 3      | 0      |
| apr.-dic. 2016             | Albirex Niigata            | J1                         | 18         | 2          | CG+CdL          | 1+1             | 0               | -                  | -                  | -                  | -           | -           | -           | 20     | 2      |
| feb.-ago. 2017             | Shimizu S-Pulse            | J1                         | 11         | 0          | CG+CdL          | 0+4             | 0               | -                  | -                  | -                  | -           | -           | -           | 15     | 0      |
| ago.-dic. 2017             | Vegalta Sendai             | J1                         | 12         | 3          | CdL             | 0               | 0               | -                  | -                  | -                  | -           | -           | -           | 12     | 3      |
| 2018                       | Vegalta Sendai             | J1                         | 23         | 2          | CG+CdL          | 4+5             | 1+0             | -                  | -                  | -                  | -           | -           | -           | 32     | 3      |
| Totale Vegalta Sendai      | Totale Vegalta Sendai      | Totale Vegalta Sendai      | 35         | 5          |                 | 9               | 1               |                    | -                  | -                  |             | -           | -           | 44     | 6      |
| 2019                       | Sanfrecce Hiroshima        | J1                         | 17         | 0          | CG+CdL          | 2+1             | 0               | ACL                | 7                  | 0                  | -           | -           | -           | 27     | 0      |
| 2020                       | Sanfrecce Hiroshima        | J1                         | 8          | 0          | CdL             | 1               | 0               | -                  | -                  | -                  | -           | -           | -           | 9      | 0      |
| 2021                       | Ventforet Kofu             | J2                         | 41         | 2          | CG              | 1               | 0               | -                  | -                  | -                  | -           | -           | -           | 42     | 2      |
| 2022                       | Sanfrecce Hiroshima        | J1                         | 28         | 3          | CG+CdL          | 6+9             | 0+1             | -                  | -                  | -                  | -           | -           | -           | 43     | 4      |
| 2023                       | Sanfrecce Hiroshima        | J1                         | 27         | 0          | CG+CdL          | 1+3             | 0               | -                  | -                  | -                  | -           | -           | -           | 31     | 0      |
| Totale Sanfrecce Hiroshima | Totale Sanfrecce Hiroshima | Totale Sanfrecce Hiroshima | 142        | 13         |                 | 42              | 8               |                    | 23                 | 1                  |             | 2           | 1           | 209    | 23     |
| Totale carriera            | Totale carriera            | Totale carriera            | 251        | 23         |                 | 58              | 9               |                    | 23                 | 1                  |             | 2           | 1           | 334    | 34     |

### Cronologia presenze e reti in nazionale
| Cronologia completa delle presenze e delle reti in nazionale ― Giappone | Cronologia completa delle presenze e delle reti in nazionale ― Giappone | Cronologia completa delle presenze e delle reti in nazionale ― Giappone | Cronologia completa delle presenze e delle reti in nazionale ― Giappone | Cronologia completa delle presenze e delle reti in nazionale ― Giappone | Cronologia completa delle presenze e delle reti in nazionale ― Giappone | Cronologia completa delle presenze e delle reti in nazionale ― Giappone | Cronologia completa delle presenze e delle reti in nazionale ― Giappone |
| Data                                                                    | Città                                                                   | In casa                                                                 | Risultato                                                               | Ospiti                                                                  | Competizione                                                            | Reti                                                                    | Note                                                                    |
| ----------------------------------------------------------------------- | ----------------------------------------------------------------------- | ----------------------------------------------------------------------- | ----------------------------------------------------------------------- | ----------------------------------------------------------------------- | ----------------------------------------------------------------------- | ----------------------------------------------------------------------- | ----------------------------------------------------------------------- |
| 24-7-2022                                                               | Toyota                                                                  | Giappone                                                                | 0 – 0                                                                   | Cina                                                                    | Coppa dell'Asia orientale 2022                                          | -                                                                       |                                                                         |
| Totale                                                                  |                                                                         | Presenze                                                                | 1                                                                       |                                                                         | Reti                                                                    | 0                                                                       |                                                                         |

## Palmarès

### Club

#### Competizioni nazionali
- Campionato giapponese: 3

Sanfrecce Hiroshima: 2012, 2013, 2015
- Supercoppa del Giappone: 3

Sanfrecce Hiroshima: 2013, 2014, 2016
- Coppa J. League: 1

Sanfrecce Hiroshima: 2022
- Thai League Cup: 1

BG Pathum Utd: 2024

### Nazionale
- Coppa dell'Asia orientale: 1

2022